# Mohammad Ali Khojastepour
Mohammad Ali Khojastepour (persisch محمدعلی خجسته‌پور‎; * 1931; † 2007) war ein iranischer Ringer und Silbermedaillengewinner bei den Olympischen Spielen 1956 in Melbourne im freien Stil im Fliegengewicht.

## Werdegang
Mohammad Ali Khojastepour kam beim Militär zum Ringen und entwickelte sich zu einem hervorragenden Freistilringer. Mitte der 1950er Jahre löste er den bis dahin besten iranischen Fliegengewichtler Mahmoud Mollaghasemi ab und hatte 1955 bei den Weltfestspielen der Jugend in Warschau seinen ersten internationalen Einsatz. Dort erreichte er gleich einen sehr guten 3. Platz.
Auch bei den Olympischen Spielen 1956 in Melbourne war Mohammad Ali dabei. Ihm gelang dabei ein bemerkenswerter Sieg über den türkischen Favoriten Hüseyin Akbaş. Er unterlag allerdings dem sowjetischen Sportler Mirian Zalkalamanidse und gewann damit die Silbermedaille.
Sein letzter Start bei einer internationalen Meisterschaft war der bei der Weltmeisterschaft 1959 im heimischen Teheran. Mohammad Ali verlor dort gegen den sowjetischen Ringer Ali Alijew und kämpfte gegen Ahmet Bilek aus der Türkei unentschieden und musste sich mit dem 4. Platz zufriedengeben.

### Internationale Erfolge
(OS = Olympische Spiele, WM = Weltmeisterschaft, F = freier Stil, Fl = Fliegengewicht, damals bis 52 kg Körpergewicht)
- 1955, 3. Platz, Weltfestspiele der Jugend in Warschau, F, Fl, hinter Mirian Zalkalamanidse, UdSSR und Yokojama, Japan;
- 1956, Silbermedaille, OS in Melbourne, F, Fl, mit Siegen über Richard Delgado, USA, Tadashi Asai, Japan, Luigi Chinazzo, Italien und Hüseyin Akbaş, Türkei und einer Niederlage gegen Mirian Zalkalamanidse;
- 1958, 2. Platz, World Cup in Sofia, F, Fl, hinter Georgi Sajadow, UdSSR und vor Zalew, Bulgarien, Vitrano, Italien, Alkis, Türkei und Erwin Trouvain, BRD;
- 1959, 4. Platz, WM in Teheran, F, Fl, mit Siegen über Camille Godel, Schweiz, Dimitrios Raptakis, Griechenland und Muhamad Niaz-Din, Pakistan, einem Unentschieden gegen Ahmet Bilek, Türkei und einer Niederlage gegen Ali Alijew, UdSSR